# Gubka
Die Gubka war ein Längenmaß in Borneo und Guinea  und entsprach in der Länge  einem Yard, also 0,91436 Meter.
Die Gubka war die Elle in Guinea.